# Julie Rettich

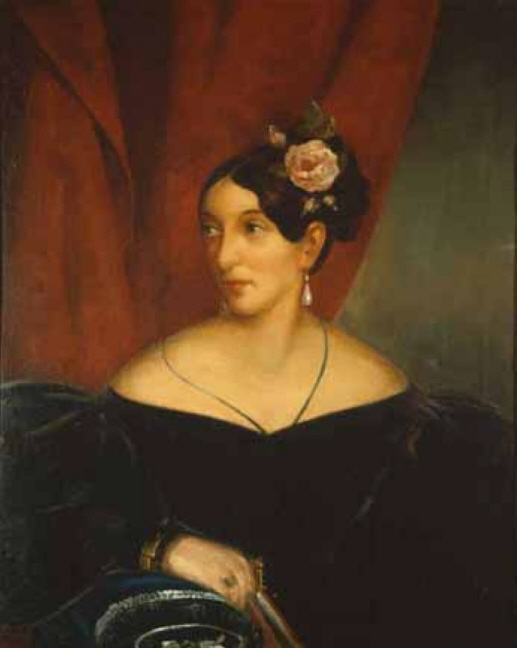
, Portrait de Julie Rettich

Julie Rettich (née Julie Gley le 17 avril 1809 à Hambourg et morte le 11 avril 1866 à Vienne) est une actrice germano-autrichienne.

## Biographie
Ses parents (père acteur, mère chanteuse d'opéra populaire) la destinent à une carrière théâtrale. Elle fait ses débuts en 1825 au théâtre Semperoper de Dresde dans la formation de Ludwig Tieck. Son talent lui permet d'atteindre le Burgtheater de Vienne en 1827 qu'elle intègre trois ans plus tard. À cause d'intrigues, elle retourne entre 1833 et 1835 à Dresde. Elle intègre définitivement le Burgtheater en 1835.
Elle joue essentiellement des rôles tragiques, en particulier ceux de l'auteur Friedrich Halm avec qui elle devient amie. Elle épouse en 1833 l'acteur Karl Rettich qu'elle rencontra au Burgtheater.
En 1863, la maladie la contraint à arrêter son métier. Elle meurt en 1866 et se fait enterrer au cimetière évangélique de Matzleinsdorf.